# Porto fluviale di Cherson
Il porto fluviale di Cherson (in ucraino Херсонський річковий порт?, Chersons'kyj ričkovyj port; in russo Херсонский речной порт?, Chersonskij rečnoj port) è il porto costruito sull'estuario del fiume Dnepr a Cherson in Ucraina.

## Storia

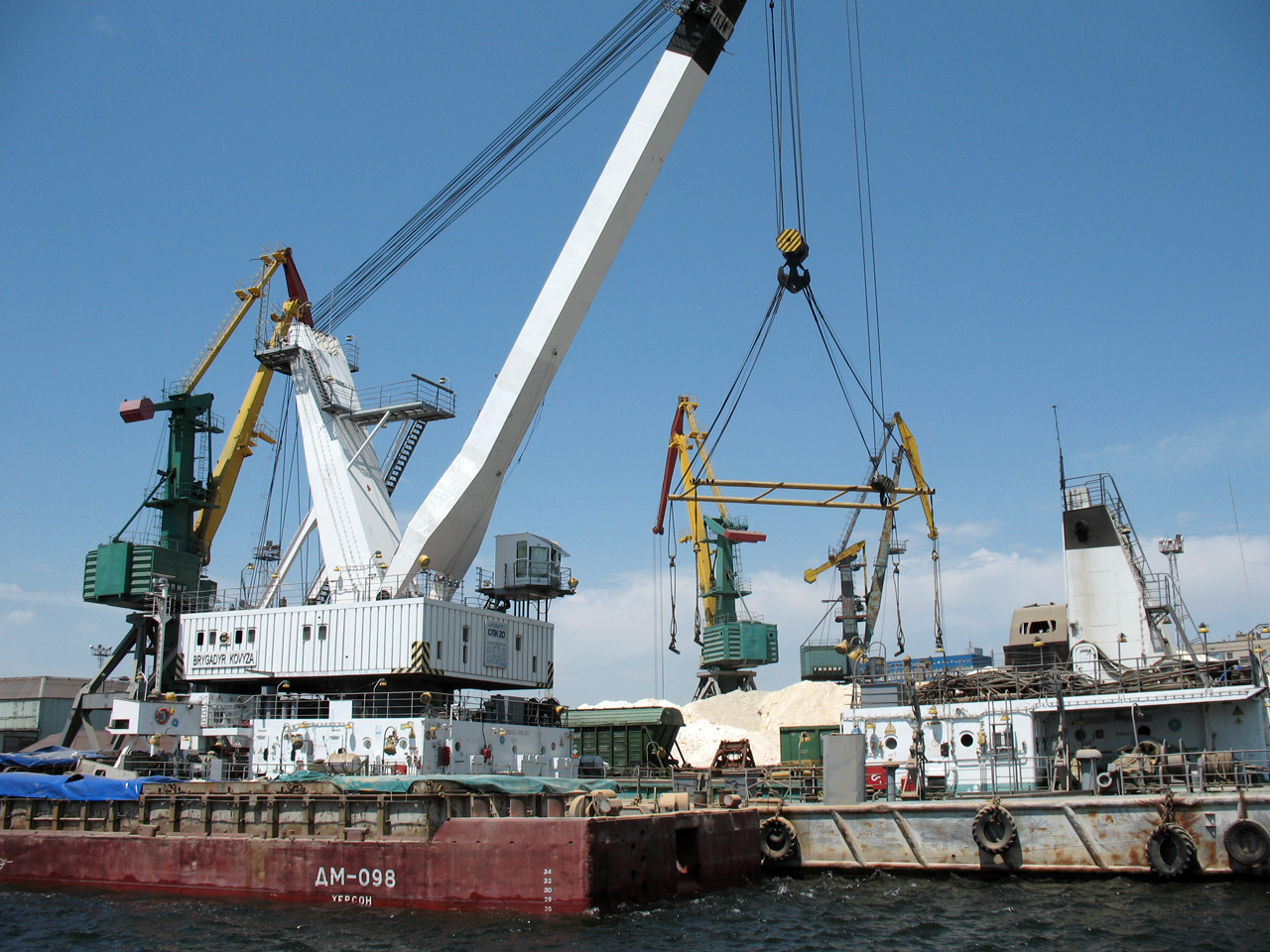
Particolare della struttura portuale

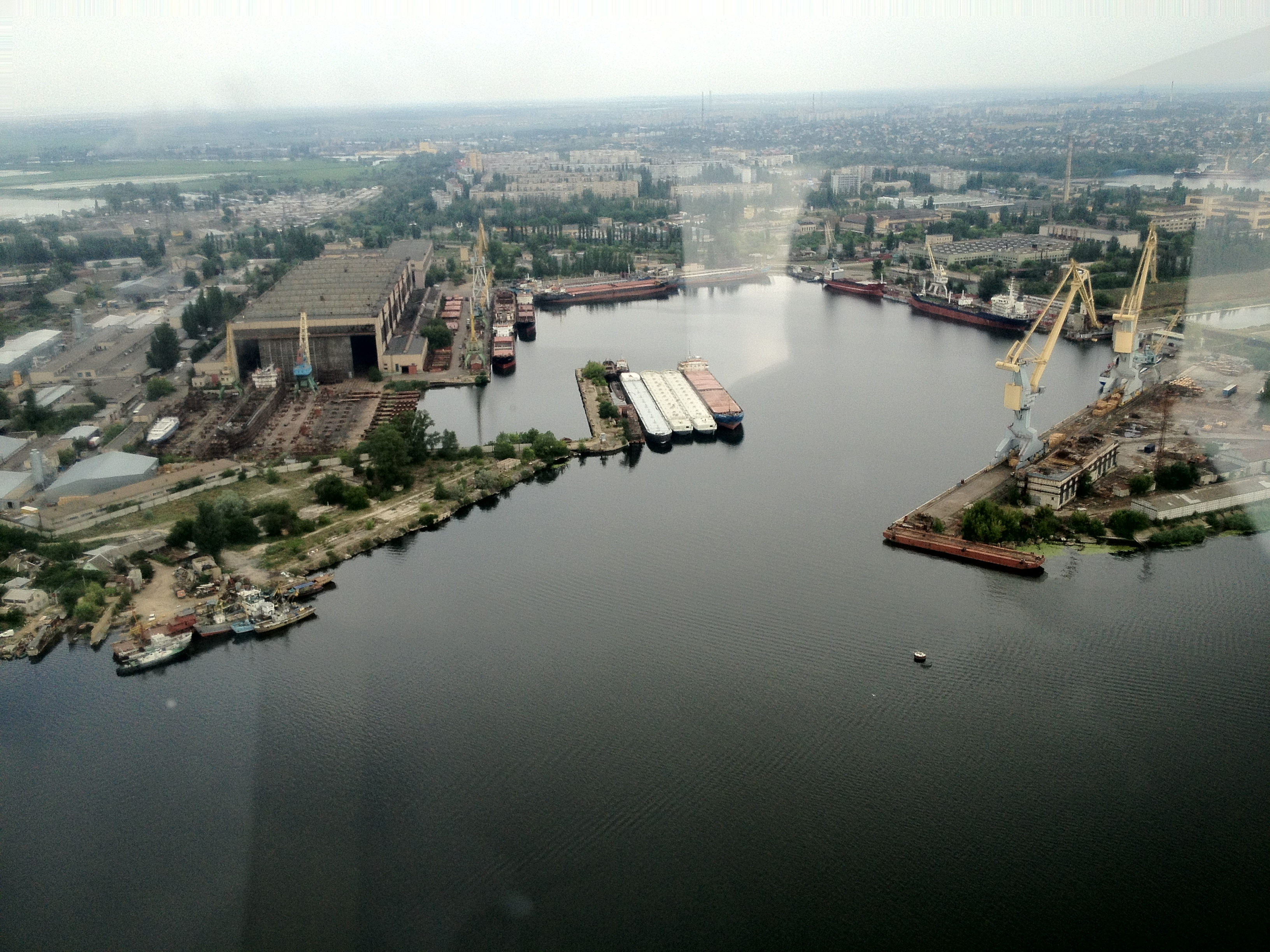
Panoramica dall'alto

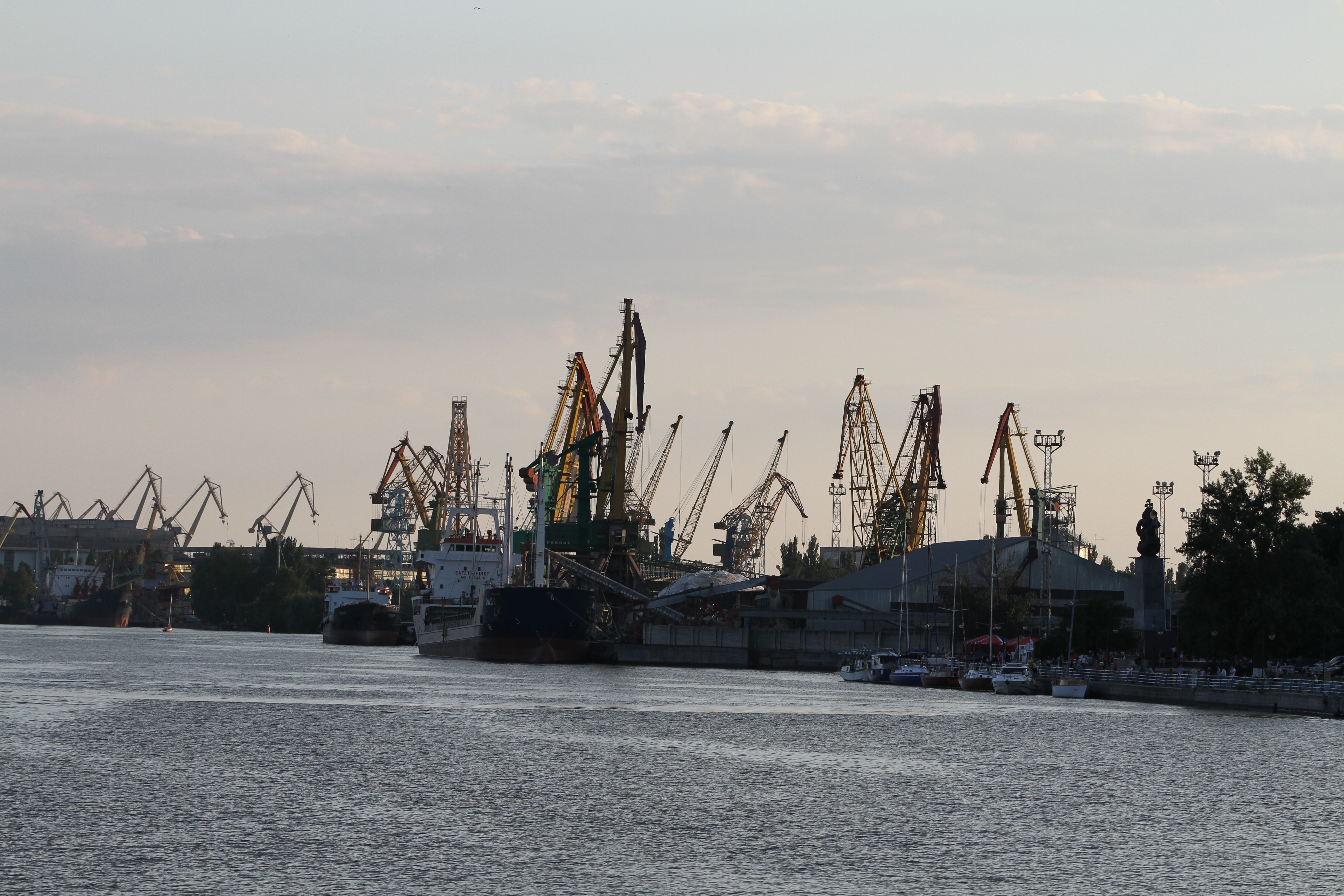
Navi mercantili in operazioni di carico e scarico

Il porto fluviale risale al periodo della fondazione della città di Cherson, cioè al 1778, e proprio la posizione strategica dell'infrastruttura alla foce del Dnepr ha contribuito a rendere la città un importante centro commerciale.
Nel 1946 il porto fluviale ha ricevuto lo status di porto fluviale di Cherson.
Con la battaglia di Cherson durante l'invasione russa dell'Ucraina del 2022 il porto e l'intero territorio cittadino sono caduti sotto il controllo delle forze armate della Russia.

## Infrastruttura portuale
Il porto si trova sull'estuario del fiume Dnepr a circa 90 chilometri dalla costa del Mar Nero e gestisce prodotti petroliferi, carichi generali e merci alla rinfusa. Le navi rompighiaccio mantengono l'infrastruttura aperta anche durante i mesi invernali. Il traffico coinvolge circa 2 000 navi mercantili all'anno per un totale di 2 000 000 di tonnellate di merci movimentate.